# Andrés Vázquez de Prada
Andrés Vázquez de Prada Vallejo (Valladolid, 19 de diciembre de 1924 - Madrid, 27 de agosto de 2005) fue un historiador, jurista, profesor, diplomático y escritor español. Hermano del historiador Valentín Vázquez de Prada. 

## Biografía
Vázquez de Prada trabajó treinta años en la Embajada española en Londres, de la que fue Agregado de información.
Ha desarrollado una intensa labor de investigación en temas históricos y literarios, colaborando en diversas publicaciones de carácter internacional. En el género biográfico destaca su libro Sir Tomás Moro (1962).
Publicó la última de sus biografías, dedicada al fundador del Opus Dei, Josemaría Escrivá de Balaguer, en la que analiza su figura en tres volúmenes y un total de 2.200 páginas. Conoció en 1942 a Escrivá de Balaguer y le trató con intimidad en numerosas ocasiones, especialmente durante las estancias del fundador en Inglaterra (1958-1962).

## Publicaciones
Ha sido autor de varios libros, entre ellos:
la versión castellana de la Utopía, de Moro, 
- El sueño de un anciano, sobre el Cardenal Newman;
- Sir Tomas Moro, 1962;
- Estudio sobre la amistad,
- El sentido del humor, Alianza Editorial.
- El Fundador del Opus Dei. I. ¡Señor, que vea! (8ª Ed.) Rialp.
- El Fundador del Opus Dei. II. Dios y Audacia. Rialp.
- El Fundador del Opus Dei. III. Los caminos divinos de la tierra (2ª Ed.) Rialp.